# كواران (كوه بنج)
کواران (بالفارسية: کواران) هي قرية تقع في إيران في البلدة المركزية.